# Луганское (Марьинский район)
Луга́нское (укр. Луганське) — село (до 2011 года посёлок) в Марьинском районе Донецкой области Украины. Находится под контролем самопровозглашённой Донецкой Народной Республики.

## География
В Донецкой области имеется одноимённый населённый пункт — посёлок Луганское в Бахмутском районе.
К юго-западу от села проходит линия разграничения сил в Донбассе (см. Второе минское соглашение).

### Соседние населённые пункты по странам света

#### Под контролем Украины
ЮЗ: Славное

#### Под контролем ДНР
ЮЗ: Сигнальное
Ю: Оленовка, Новониколаевка, Петровское
ЮВ:  Любовка, Молодёжное, Малиновое, Червоное, Андреевка
В: Доля
С, СВ: город Донецк
СЗ: Александровка, Кременец

## Население
Население по переписи 2001 года составляло 1489 человек.

## Общие сведения
Почтовый индекс — 85662. Телефонный код — 6278. Код КОАТУУ — 1423384501.

## Местный совет
Село Луганское — административный центр Луганского сельского совета.
Адрес местного совета: 85662, Донецкая обл., Марьинский р-н, село Луганское, ул. Совхозная, д.24.